# 三輪東人
三輪 東人（みわ の あずまひと、生没年不詳）は、飛鳥時代（7世紀前半）の豪族。姓は君。三輪栗隈 東人（みわ の くるくま の あずまひと）ともいう。

## 出自
三輪君氏は大和国城上郡大神（現在の奈良県桜井市三輪町を根拠地とした氏族である。「三輪栗隈」は復姓で、「栗隈」については、『日本書紀』巻第十一に、大溝を山背国の栗隈県に掘って田を潤したため、「百姓」（おおみたから＝人民）が毎年豊かになった、とあり、『書紀』巻第二十二にも同様の記述がある。『和名類聚抄』によると、山城国久世郡栗隈郷、現在の京都府宇治市大久保あたりとされており、東人はこの地を拠点とする三輪一族の一人であったものと見られる。

## 記録
『書紀』巻第二十五によると、先に勅を受けて任那の境界を視察した、という。その際に百済王は非常に協力的であったようである。
その後、大化元年（645年）7月、孝徳天皇の時に高麗（高句麗）・百済・新羅が使者を派遣して調を進上した。百済の調の使いは、任那の調の使いを兼任して、調を進上した。しかし、百済の大使は病になり、難波津の館（むろつみ）に留まって、京に入らなかった。このことを非礼とみた朝廷は、巨勢徳太を遣わして、以上のような詔を伝えた。
「始め、遠いわが皇祖の御世に、百済国を内官家としたことは、例えて三絞（みせ）の綱のようなものであった。なかごろ、任那国を百済に属された」
『三国史記』「百済本紀」によると、642年（皇極天皇元年、義慈王2年）百済は任那の中心地を新羅から奪っており、その結果として、新羅が納めてきた「任那の調」も百済が支払うことになった。
また、皇極天皇2年（643年）7月、大夫たちを難波郡に遣わして、百済の調と献上物を検査させたが、「従来の例よりも少ない。大臣への進物も去年返した品目をかえていない。群卿へ送るものもなく、前例にあっていない」という苦情をつけたこともあった。
上記のような事情があった上で、「この度の調には不足しているところがある。そこで、調を返却する。任那の奉った者は天皇が親しく御覧ずるところのものである。今後はつぶさに国と出すところの調を記すべし。是非ともはやく報告せよ」
このように伝えた後、再度三輪東人と馬飼造を遣わすと述べた。
以上の箇所のみに現れる人物であるが、その翌々日、天皇は左右大臣（阿倍倉梯麻呂・蘇我倉山田石川麻呂）に詔し、大夫（まえつぎみ）と伴造らに施政方針としての意見を出させており、また、三従兄弟の三輪色夫が大化5年（649年）に掃部角麻呂とともに新羅に派遣され、同年、新羅王から王族の金多遂が人質として派遣されている。これらのことから改新政府の意気盛んなさまが見てとれる。
のちに三輪氏は大三輪氏（大神氏）と改氏し、『書紀』第二十九によると、天武天皇13年（684年）、八色の姓で朝臣を賜姓されている。